# 全国大衆党
全国大衆党（ぜんこくたいしゅうとう）は、昭和初期の日本の中間派社会民主主義の無産政党。
1930年（昭和5年）7月、日本大衆党、全国民衆党、無産政党戦線統一全国協議会が合同して結成。同年12月、労農党および社会民衆党内の合同賛成派と合同し、1931年（昭和6年）7月5日に全国労農大衆党を結成。